# 藤原正衡
藤原 正衡（ふじわら の まさひら）は、平安時代後期の武将。奥州藤原氏初代当主藤原清衡の三男。第2代当主藤原基衡の弟で藤原清綱の兄。

## 概略
「大義山正平寺縁起並大義来由」や「正平禅寺古記録」などの後世の記録物によれば、後三年の役で清原家衡に味方して金沢柵の陥落後処刑されて敗死した清原頼遠（大鳥山太郎清原頼遠）の勢力圏を受け継いで、出羽横手を本拠に「小館三郎正衡」と名乗り、山北「三郡の太守」になったという言い伝えがある。